# Sarceaux
Sarceaux település Franciaországban, Orne megyében. Lakosainak száma 1047 fő (2022. január 1.). Sarceaux Moulins-sur-Orne, Argentan, Fleuré, Monts-sur-Orne és Écouché-les-Vallées községekkel határos.

## Népesség
A település népessége az elmúlt években az alábbi módon változott:
| Lakosok száma | 980  | 1053 | 1077 | 1050 | 1045 | 1039 | 1042 | 1049 | 1047 |
|               | 2013 | 2015 | 2016 | 2017 | 2018 | 2019 | 2020 | 2021 | 2022 |